# Laplatasaurus
Laplatasaurus araukanicus
Genre
Espèce
Laplatasaurus est un genre éteint de dinosaures sauropodes, un titanosaure découvert en Amérique du Sud et ayant vécu lors du Crétacé supérieur. Il a été créé par Friedrich von Huene en 1927 à partir d'échantillons retrouvés en Argentine.

## Étymologie
Le nom générique Laplatasaurus se réfère à La Plata, auquel est adjoint le mot du grec ancien σαυρος, sauros, « lézard ». Le nom spécifique araukanicus est dérivé des Auracans, un autre nom du peuple autochtone du Chili et d'Argentine des Mapuches.

## Découverte
Friedrich von Huene a érigé le genre Laplatasaurus à partir de fossiles retrouvés à trois endroits en Argentine, dans les strates de la formation géologique d'Allen datant du sommet du Crétacé supérieur (Campanien moyen à Maastrichtien inférieur), soit il y a environ entre 80 et 70 Ma (millions d'années). Il s'agit de fragments de côtes, de vertèbres dorsales et caudales. Une partie des échantillons a été classée plus tôt sous le nom de Titanosaurus australis par Richard Lydekker.

## Historique

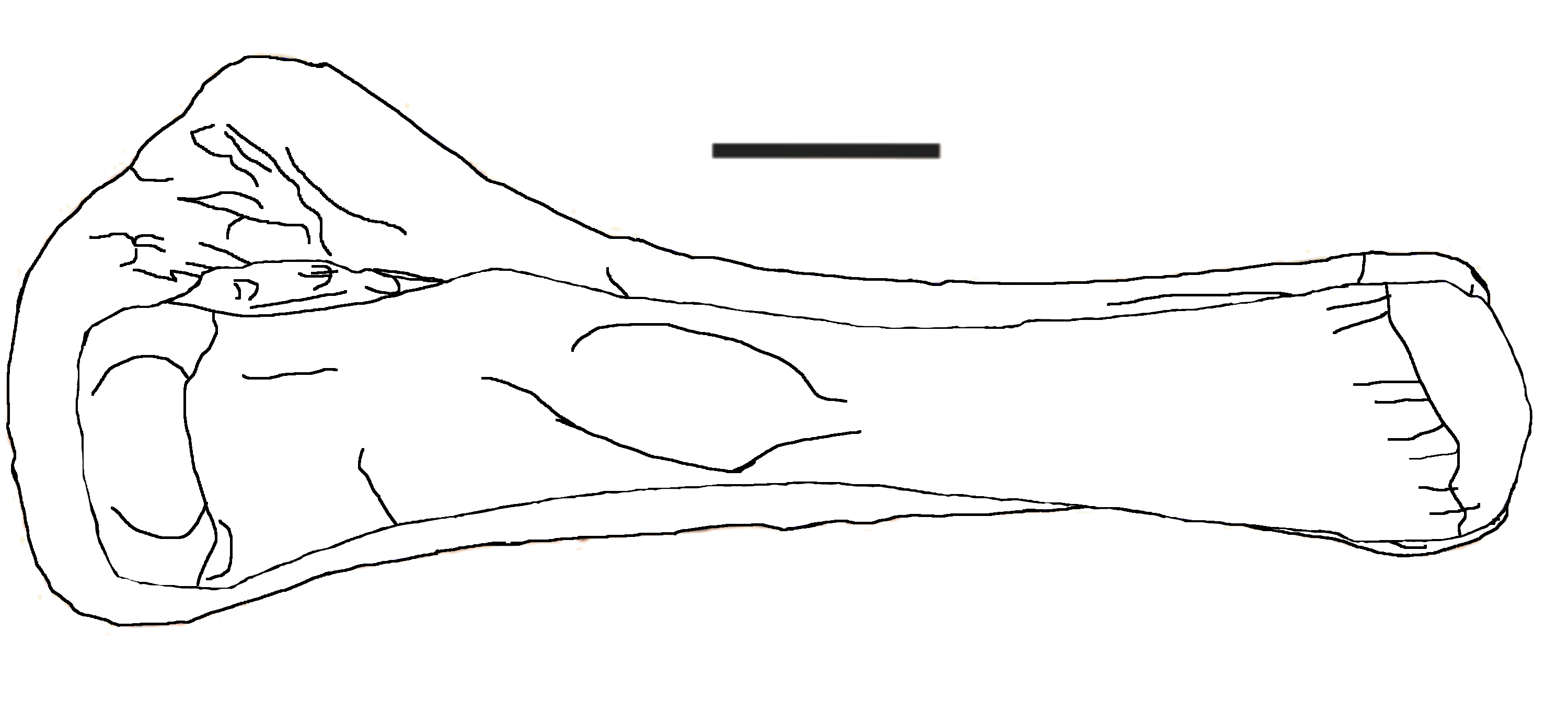
Dessin du lectotype (tibia et de la fibula) de Laplatasaurus.
La barre horizontale mesure 10 cm.

En 1927, le genre a été créé, sans description, par Friedrich von Huene, ce qui en faisait un nomen nudum.
En 1929, von Huene décrit l'espèce type Laplatasaurus aurakanicus. Von Huene mentionne également un Laplatasaurus wichmannianus, mais qui est plutôt un lapsus calami de Antarctosaurus wichmannianus.
En 1933, Friedrich von Huene et Charles Alfred Matley renomment Titanosaurus madagascariensis en Laplatasaurus madagascariensis.
Von Huene n'a jamais établi d'holotype. En 1979, José Fernando Bonaparte a désigné MLP 26-306, un spécimen composé d'un tibia et d'une fibula provenant peut-être d'individus différents, comme le lectotype.
En 2003, Jaime Eduardo Powell propose d'attribuer L. aurakanicus au genre Titanosaurus sous le nom de Titanosaurus aurakanicus. Le genre Laplatasaurus est cependant défendu la plupart de paléontologues,,.
En 2015 une réévaluation rapproche Laplatasaurus des genres Bonitasaura, Futalognkosaurus, Mendozasaurus et Uberabatitan. Le genre se limite au  lectotype et le reste des fossiles est assigné à cf. Bonitasaura sp..